# Церква Різдва Пресвятої Богородиці (Іванівка, УГКЦ)
Церква Різдва Пресвятої Богородиці в Іванівці — парафія і храм греко-католицької громади Теребовлянського деканату Тернопільсько-Зборівської архієпархії Української греко-католицької церкви в селі Іванівка Тернопільського району Тернопільської области.

## Історія церкви
Муровану церкву в селі було збудовано та освячено у 1892 році замість старої дерев'яної, що існувала вже в 1832 році. Дерев'яний парафіяльний будинок збудований у 1853 році, а метричні книги велися з 1760 року.
Кількість вірян: 1832 — 620, 1844 — 718, 1854 — 889, 1864 — 944.
У 1946 році державна влада закрила церкву, знищила іконостас, забілила стіни та перетворила її на музей. У 1988 році храм відкрили для богослужінь у підпорядкуванні РПЦ. Навесні 1990 року парафія перейшла в лоно УГКЦ, ставши першою в районі, що повернулася до УГКЦ. За це священник о. Іван Шулик був нагороджений золотим хрестом. У 1992 році, на 100-річний ювілей церкви, її освятив єпископ Павло Василик.
Іконостас спроєктували і встановили в 1994 році митці зі Львова під керівництвом Михайла Спільника. Настінні розписи виконав художник Іван Галашин.
При парафії діють такі спільноти:
- Братство «Апостольство молитви».
- Марійська та Вівтарна дружини.

На території парафії встановлено три фігури Матері Божої та хрести на честь боротьби з пияцтвом і першої річниці незалежності України. Парафія володіє парафіяльним будинком і 5 га землі.
Парафію візитували єпископи:
- Павло Василик (1992)
- Михайло Сабрига (1994, 1996, 2002, 2004)
- Василій Семенюк (2008), який відправив Архиєрейську Літургію на закритті місій.

## Парохи
- о. Інєвич (1820),
- о. Михайло Довголуцький ([1832—1836])[1]
- о. Іван Хомицький ([1838]—1839)[1]
- о. Іван Крусельницький (1839—1841, адміністратор)[1]
- о. Іван Сироїчковський (1841—1842)[1]
- о. Теодор Кагаринський (1842—1877+)[1]
- о. Іван Любович (1877—1880, адміністратор)[1]
- о. Андрій Іневич (1880—1902+)[1]
- о. Іван Любович (1873—1874, сотрудник)[1]
- о. Пісціровський,
- о. Іван Шулик (1988—1990, з 1990).